# LuLuCa

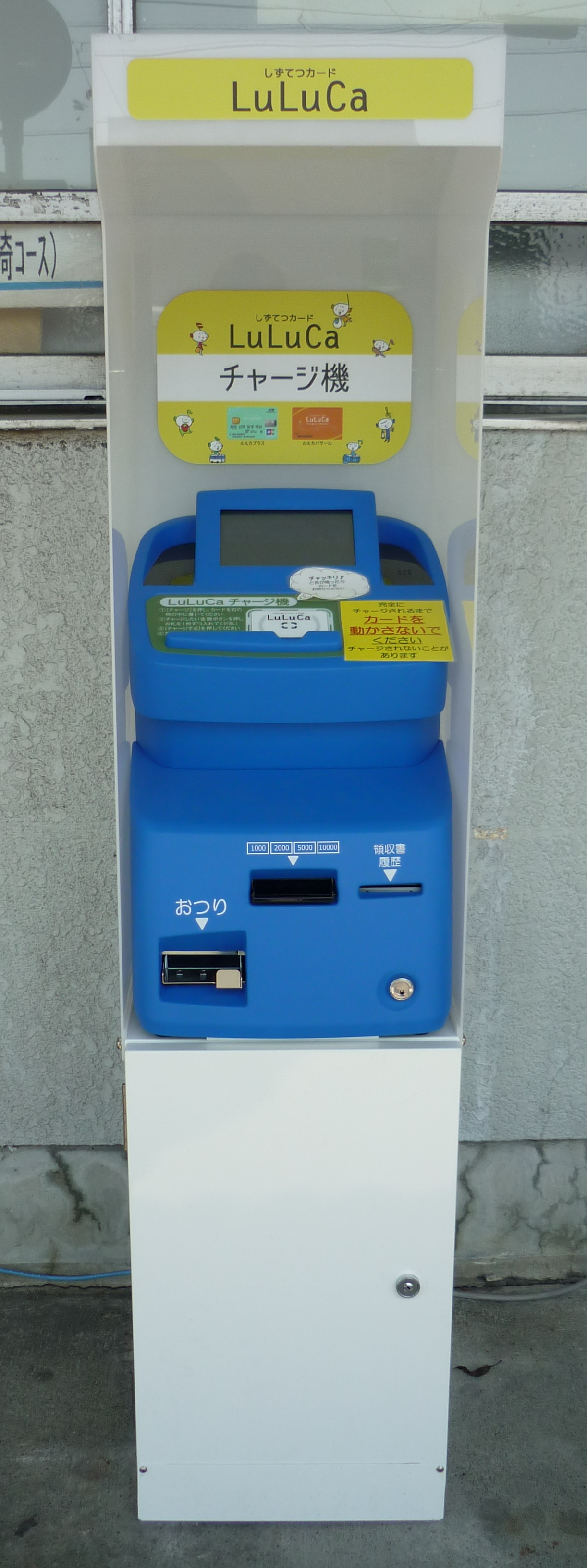
LuLuCa 충전기 (2017년)

LuLuCa는 일본 시즈오카현 시즈오카시의 옴니버스 타운 사업의 일환과 파사르 카드의 후발로서 개발되어, 시즈테츠 그룹이 제공하는 그룹 포인트 카드를 기본 기능으로 한 시즈오카 철도 시즈오카시미즈선 및 시즈테쓰 저스트 라인의 일반·수탁 노선 버스에서 공통 이용 가능한 비접촉형 IC 카드 시스템에 의한 교통 카드로서의 기능을 부여시키거나, 신용 카드 회사와 제휴해 발행하는 카드 브랜드의 총칭이다. 발행 및 운영은 시즈오카 철도 내의 시즈테쓰 카드 사무국이 하고 있다. 전자 화폐 기능은 없었으나 나중에 추가되었다.